# Ambijentalna glazba
Ambijentalna glazba je slabo definiran žanr koji uključuje elemente brojnih glazbenih stilova kao što su jazz, elektronička glazba, new age, rock, moderna klasična glazba, reggae, tradicionalna glazba, svjetska glazba pa čak i noise. 

" Ambijentalna glazba mora zadovoljavati više razina slušanja i ne prisiljavati na nešto osobito, mora biti nezanimljiva koliko i zanimljiva."
— Brian Eno (Music for Airports   Arhivirana inačica izvorne stranice od 3. ožujka 2016. (Wayback Machine), rujan 1978)

## Ambijentalna glazba
- Alio Die
- Ambeon
- Aphex Twin
- Anthoni Jones
- Ashera
- ATB
- Biosphere
- Boards of Canada
- Brian Eno
- Carbon Based Lifeforms
- Children Of The Bong
- Chu Ishikawa
- Enigma
- The Future Sound of London
- Gossamer dread
- Jean Ven Robert Hal
- H.U.V.A. Network
- Jääportit
- Karl Sanders
- Kunst Grand
- Mac Mavis
- Marko Laiho
- Michael Sterns
- Moby
- Mortiis
- Múm
- Nemesis
- Ólafur Arnalds
- Port Blue
- The Orb
- Robert Rich
- Sigur Rós
- Solar Fields
- Somnam
- Steve Roach
- Tangerine Dream
- Uttu
- Vangelis
- Vidna Obmana
- Vir Unis
- Ulver

## Vanjske poveznice
- Ambientalni techno u Sound on Sound
- Ambient Visions(Intervjui, recenzije, i vijesti o ambijentalnoj, new age i svjetskoj glazbi).
- Ambient.us (Positive Energy Ambient Music Guide)
- Ambient Music Guide  Arhivirana inačica izvorne stranice od 7. travnja 2016. (Wayback Machine)
- Ambient Music Resources Linkovi na velike stranice o ambijentalnoj glazbi
- 25 godina of ambijentalne glazbe
- Calmscape, the Chillout Lounge Portal za chillout, ambijentalnu i downbeat glazbu.